# Witte wijn

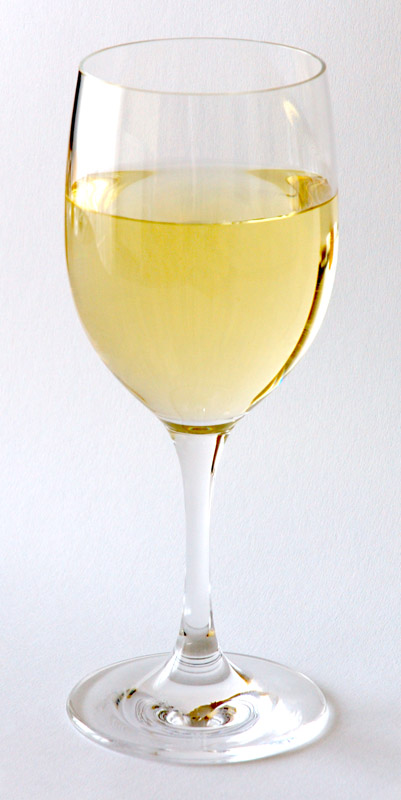
Witte wijn is vaak geel van kleur

Witte wijn wordt gemaakt uit het sap van druiven. De most is dus vrij van schillen, steeltjes en pitten. Omdat druivensap weinig tot geen kleurstof bevat zal de wijn nagenoeg blank zijn. Witte wijn kan derhalve ook van blauwe druiven gemaakt worden. Witte wijn gemaakt van witte druiven wordt in Frankrijk ook wel blanc de blancs genoemd.
De werkelijke kleur van de wijn wordt bepaald door het gebruikte druivenras. Ook leeftijd speelt een rol. Een jonge wijn kan een groene zweem vertonen. Bij oudering van de wijn zal de kleur ook veranderen. Variaties van nagenoeg blank naar lichtgeel tot groen, donkergeel, oranje en bruin worden als “witte wijn” aangemerkt.

## Typen
Er zijn vele typen witte wijn. De smaak wordt vaak aangeduid met droog voor wijnen met weinig suiker tot zoet als er veel suiker in zit.
- Een droge wijn is een wijn met heel weinig restsuiker.
Een typische “kurkdroge wijn” is bijvoorbeeld een Franse Muscadet. Een gedistingeerde, rijke, ronde, zachte wijn zou een witte Bourgogne kunnen zijn.
Op etiketten staat soms de term “sec” of “dry”. In Duitstalige landen “Trocken”.
- Een halfdroge wijn heeft nog wel enige restsuiker. Wat door veel mensen bij droge wijn als “zuur” wordt ervaren is hier vaak enigszins verzacht.
Een aanduiding op het etiket kan “demi sec” zijn. In Duitstalige landen heet dat “Halbtrocken” of “Feinherb”.
- Zoete wijn wordt niet altijd als dessertwijn gedronken. Zoete wijnen hebben veel gastronomische mogelijkheden. Een zoete wijn kan bijvoorbeeld goed met paté of bepaalde kazen combineren.

## Vinificatie
Er zijn twee vinificatiemethoden mogelijk:
1. De most van druiven met een hoog suikergehalte stopt het gistingsproces voordat alle aanwezige suiker in alcohol is omgezet. Voorbeelden: wijnen uit de Sauternais of Icewine.
2. De gisting van de most wordt gestopt door er wijnalcohol aan toe te voegen. Door deze mutage worden de gistcellen gedood waardoor niet alle suiker kan worden vergist. Dit zijn de zogenaamde versterkte wijnen. Bijvoorbeeld: (witte) Port, Muscat Rivesaltes en Beaumes-de-Venise.

Een mousserende (witte) wijn is wijn waarbij de koolzuur van de tweede gisting in de wijn is achtergebleven. Ook kan wel koolzuur worden toegevoegd, hoewel dit vaak wordt gezien als niet gepast.

## Wijn en spijs
Witte wijnen worden doorgaans koel of gekoeld geserveerd. Hoe koel hangt van meerdere factoren af. Het type wijn en/of de kwaliteit van de wijn spelen hierbij een rol. Hoe koeler de wijn genuttigd wordt, hoe minder de wijn zijn smaak kan prijsgeven. Het zijn daarom vaak de wat mindere wijnen die aanbevolen worden koud te drinken. Bij welk gerecht welke wijn het beste gedronken kan worden, is juist van betreffende wijn en gerecht afhankelijk. 
Een droge wijn smaakt prima bij een salade of vis, maar is bij kaas ook heerlijk. Voor halfdroge wijn geldt hetzelfde. Het is maar net hoe een bepaald gerecht bereid is en wat erin zit. Zoete wijnen kunnen bij bepaalde desserts gedronken worden. Bij een paté, chocolade, bepaalde kaas of zomaar zelfstandig verdient het vaak zelfs de voorkeur.
Een sommelier is gespecialiseerd in de combinatie van wijnen en spijzen.